# Nikolla Shkreli
Nikolla Shkreli was een Joegoslavisch politicus van de partij Liga van Communisten van Kosovo (Savez Komunista Kosovo (i Metohija) (SKK)), de toen enige politieke partij van Kosovo.
Vanaf mei 1989 was hij zeer korte tijd in hetzelfde jaar Voorzitter van de Uitvoerende Raad, vergelijkbaar met premier, van de Socialistische Autonome Provincie Kosovo, de naam van Kosovo tussen 1974 en 1990, nadat het meer autonomie was toegekend. Zijn voorganger was Kaqusha Jashari. Zijn opvolger was Daut Jashanica wiens regeerperiode het einde van het jaar 1989 eveneens niet zou halen.